# MoBa
MoBa o Mobile World Festival, será un macrofestival de música, arte y nuevas tecnologías que se celebrará anualmente en Barcelona después del verano. El festival es, junto con el Mobile World Congress, uno de los eventos más destacados como consecuencia de la elección de la ciudad como Mobile World Capital hasta 2023. Su primera edición se celebrará en 2014 después del verano.
The Brandery, la feria de diseño y moda urbana, informó en el Mobile World Congress 2013 que su próxima edición se celebraría junto con el Mobile World Festival. Según un comunicado de Fira de Barcelona, la integración de The Brandery en el festival (MoBa), responde a la voluntad del salón de participar en un proyecto de gran envergadura para implicar a los ciudadanos en el uso de las tecnologías móviles en diferentes campos como la música, el deporte, ocio, compras, etc.